# Caripeta suffusata
Caripeta suffusata är en fjärilsart som beskrevs av Guedet 1939. Caripeta suffusata ingår i släktet Caripeta och familjen mätare. Inga underarter finns listade i Catalogue of Life.